# Grind

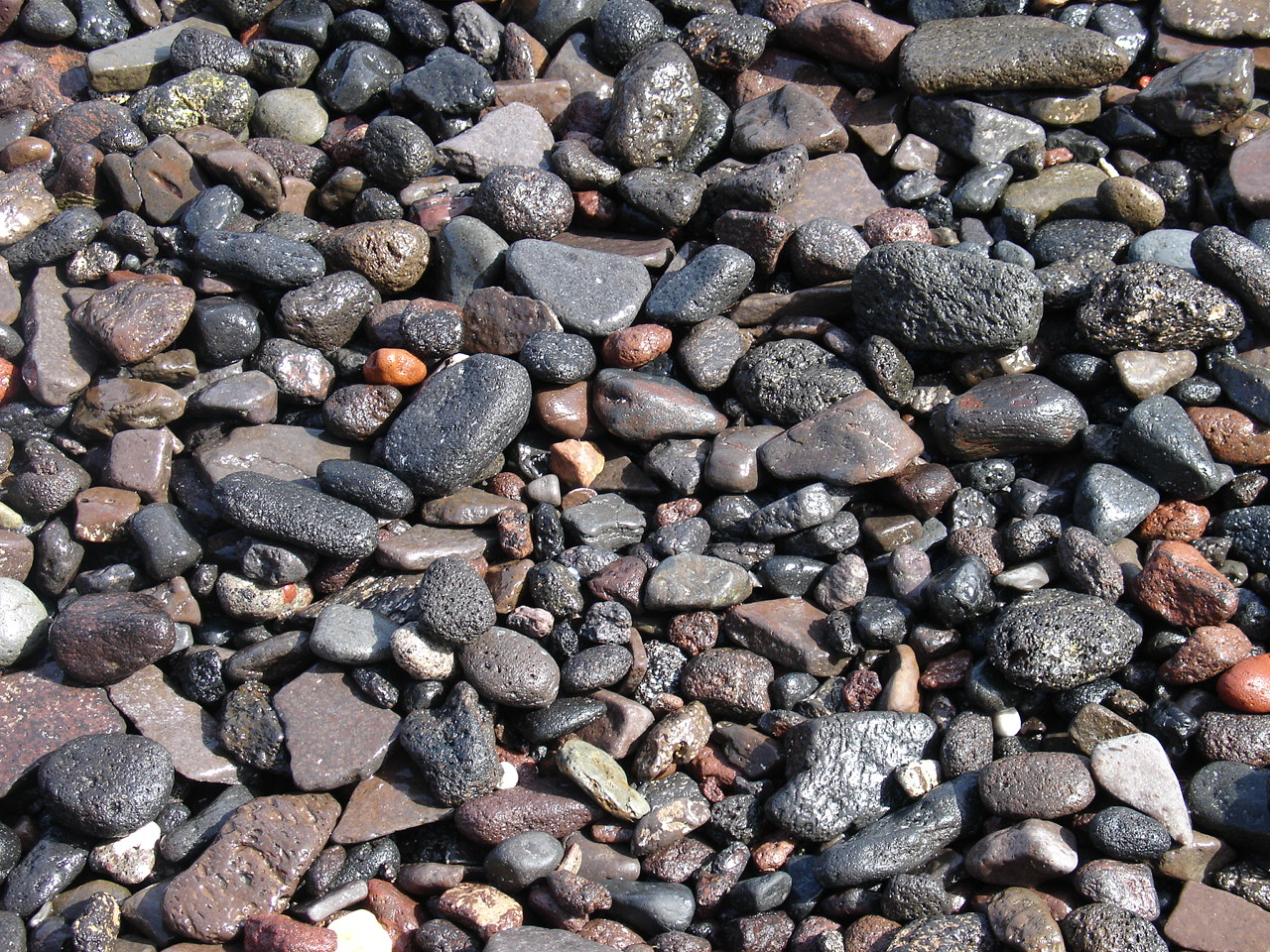
Grind op een strand op Santorini, Griekenland

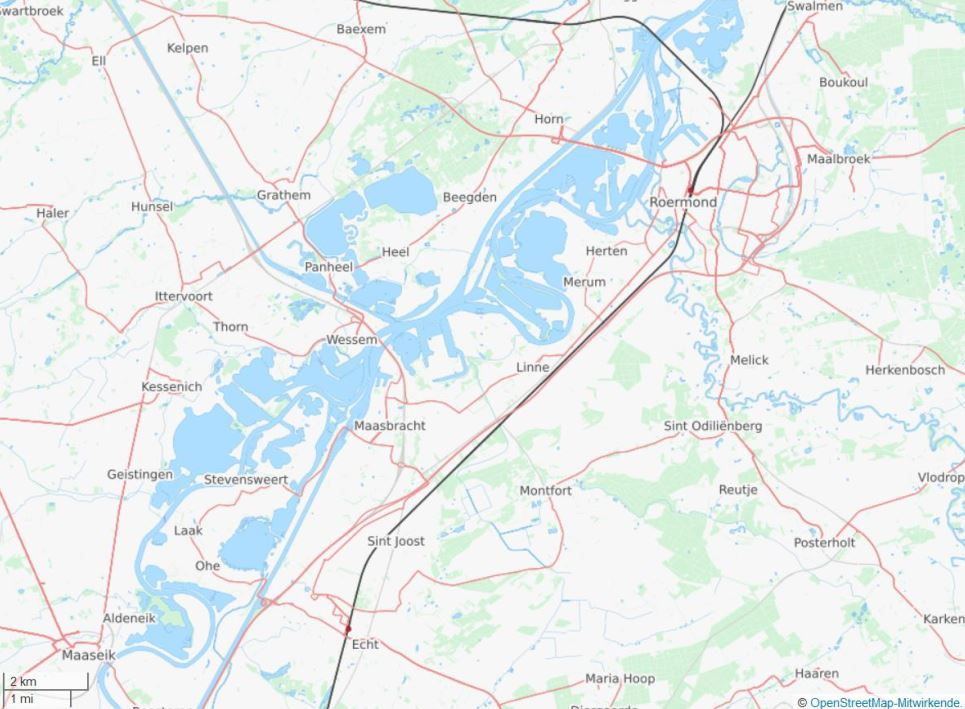
De Maasplassen in Nederlands- en Belgisch-Limburg zijn ontstaan door grindwinning

Grind of kiezels is een granulair ('korrelig') afzettingsgesteente. Grind bestaat uit losse, door schuring afgeronde korrels. De korrels zijn grover dan zand en fijner dan steen.

## Definities
In Nederland is de classificatie van korrelgrootteklassen vastgelegd in NEN 5104.
Voor grind zijn verschillende definities:
- Een granulair (korrelig) afzettingsgesteente dat bestaat uit meer dan 30% korrels ≥ 2 millimeter in de minerale fractie.
- Een granulair afzettingsgesteente waarvan de afgeronde korrels een mediane grootte hebben ≥ 2 en < 63 millimeter.

Grotere, ronde stenen worden rolstenen of keien genoemd.
Hoekige, niet afgeronde gesteentepartikels uit dezelfde grootteklasse noemt men in de geologie geen grind maar een breccie. Hoekige steenfragmenten die door mechanisch breken gemaakt worden en in bouw en wegenbouw worden toegepast noemt men steenslag of split. Volgens norm EN-ISO 14866 geldt:
| Ondergrens | Bovengrens | Afkorting | Fractie                  |
| ---------- | ---------- | --------- | ------------------------ |
| ≥ 630,0 mm |            | Lbo       | Blokken (large boulders) |
| ≥ 200,0 mm | < 630 mm   | Bo        | Keien (boulders)         |
| ≥ 006,3 mm | < 200 mm   | Co        | Keitjes (cobbles)        |

De hieronder genoemde korrelgrootten betreffen de D50 (mediane korrelgrootte). Dit is de waarde waarbij 50%  van de totale massa van de korrels in de grindfractie grover zijn dan D50 en 50% fijner. Er bestaan verschillende schalen voor korrelgrootte. In Nederland was de classificatie volgens NEN 5104 de meest gebruikte. Binnen Europa is deze in 2004 vervangen door EN-ISO 14688. Deze wijkt inhoudelijk slechts heel weinig af van NEN 5104. De ISO norm heeft meestal een lokaal bijvoegsel voor specifieke zaken die op dat land betrekking hebben. Voor Nederland is dat NEN 8990:2020 nl. Vrijwel jaarlijks worden er hele kleine wijzigingen in de norm aangebracht, die voor normaal dagelijks gebruik meestal niet zo relevant zijn. In België heet deze norm NBN EN ISO 14688-1:2018. 
De D50 wordt bepaald met een zeefkromme. De genoemde onder- en bovengrenzen zijn dus niet de kleinste en grootste korrels in een monster, maar de range waarbinnen de D50 moet liggen. NEN 5104 geeft de volgende aanduidingen voor grofheid van grind:
| Ondergrens | Bovengrens | Afkorting | Fractie           |
| ---------- | ---------- | --------- | ----------------- |
| ≥ 20,0 mm  | < 63,0 mm  | cGr       | zeer grof grind   |
| ≥ 06,3 mm  | < 20,0 mm  | mGr       | middel grof grind |
| ≥ 02,0 mm  | < 06,3 mm  | fGr       | fijn grind        |

Materiaal met een kleinere D50 heet zand of klei.
Grind is een erosieproduct, ontstaan uit vast gesteente en wordt meestal door rivieren getransporteerd en afgezet. De ronde vorm ontstaat door de schuring van de deeltjes langs elkaar. Grind kan ook op rotskusten ontstaan door de werking van de branding. Grind komt meestal voor in een mengsel met zand. Men kan dan spreken van een grindig zand of een zandig grind.
Grind kan daarnaast ook vanuit een hoekig gesteente kunstmatig worden afgerond, dit is een duur proces en wordt daarom zelden toegepast.

## Toepassingen
Grind wordt voor allerlei toepassingen gewonnen en gebruikt. In Nederland zijn langs de Maas veel plassen ontstaan op plaatsen waar grind, veelal met behulp van cutterzuigers, is gewonnen. Grind wordt voornamelijk gebruikt als vorm van (half)verharding en als bestanddeel van beton. Als halfverharding kan grind worden toegepast voor een oprit of parkeerplaats. Minder harde steensoorten worden daarnaast veelvuldig in de tuin toegepast als siergrind. Door de grote diversiteit in kleuren en afmetingen van grind, past het product gemakkelijk bij iedere uitstraling. 
Een voordeel van de toepassing van grind als halfverharding is dat het hemelwater op natuurlijke wijze naar de ondergrond wordt afgevoerd, anders dan bij straatwerk, waarbij het hemelwater wordt afgevoerd naar het rioolsysteem. Natuurlijke afwatering zorgt voor minder belasting van het rioolsysteem en bevordert een natuurlijk balans van het grondwater.

## Spelling
De spelling grint is ook gangbaar. Het is een Zuid- en Oost-Nederlands spellingsalternatief maar vindt geen steun in het Groene Boekje (Woordenlijst Nederlandse Taal). Het volgende gebruik is namelijk alleen mogelijk bij de spelling grind:
- een grindig sediment; een grindig mengsel; etc.
- een grindlaag in de bodem kan ook worden aangeduid als een grind, zo gebruikt heeft het ook een meervoud: deze afzetting bestaat uit een afwisseling van verschillende zanden en grinden (= deze afzetting bestaat uit een afwisseling van verschillende zand- en grindlagen).

Vanuit het verleden wordt de spelling 'grint' toch nog wel gebruikt. De vereniging van schippers die het vervoert heet: "Coöperatief Zand- en Grintbedrijf U.A." (gevestigd te Rhenen).
De term grind is afgeleid van het Oudnederlandse werkwoord grinden, grenden (malen of vergruizen) en aldus is waarschijnlijk het Engelstalige woord grind(ing) ontstaan.